# خالکایی
خالکایی از رودهای استان گیلان است که از دامنه‌های کوه ۳۱۵۰ متری شاه معلم سرچشمه می‌گیرد و پس گذشتن از ماسال به تالاب انزلی می‌ریزد.